# Al-Karama (Jordania)
Al-Karama (arab. ‏الكرامة‎, Al-Karāma) – rolnicza miejscowość w Jordanii, w muhafazie Al-Balka. W 2020 roku liczba ludności miejscowości wyniosła 9384 osób.
21 marca 1968 roku pod Al-Karamą doszło do bitwy pomiędzy Siłami Obronnymi Izraela a siłami jordańskimi i palestyńskimi. Starcie było częścią operacji Tofet. Jej celem było przeprowadzenie ataku odwetowego za wysadzenie autobusu szkolnego w okolicach Be’er Ory w Izraelu. Dodatkowo izraelscy wojskowi chcieli zniszczyć znajdujące się w miejscowości bazy Fatahu i Ludowego Frontu Wyzwolenia Palestyny. Przebieg bitwy okazał się bardziej skomplikowany niż zakładało odpowiedzialne za operację Dowództwo Centralne. Obie strony poniosły ciężkie straty i uznały bitwę ze swoje zwycięstwo.